# Robert Biset
Pour les articles homonymes, voir Biset.
Robert Biset, né le 18 janvier 1924 à Paris et mort le 22 août 2006 à Serrières, premier Grand prix de Rome en Architecture, pensionnaire de la Villa Médicis du 28 janvier 1950 au 30 avril 1953, était architecte urbaniste des villes d'Hyères, Saint-Tropez et Draguignan.
Il collaborera avec Lucien David jusque dans les années 1970 : à Biset la conception et à David le montage d'opérations et les relations. Ils réalisent ensemble la ville nouvelle de Médéa en Algérie[réf. nécessaire].
Marié à la compositrice Adrienne Clostre, ils sont décédés tous deux en 2006 dans leur propriété de Serrières[réf. nécessaire].